# Albert Beasley
Albert Beasley (Stourbridge, 16 luglio 1913 – Taunton, 27 febbraio 1986) è stato un calciatore inglese, di ruolo centrocampista.

## Carriera

### Club
Ha giocato con Arsenal, Huddersfield Town, Fulham e Bristol City.

### Nazionale
Nel 1939 ha giocato la sua unica partita con la Nazionale inglese, una vittoria contro la Scozia.

### Allenatore
Ha allenato Bristol City, Birmingham City e Dover.

## Palmarès
- Campionato inglese: 2

Arsenal: 1933-1934, 1934-1935
- Second Division: 1

Bristol City: 1949-1950
- Third Division: 1

Bristol City: 1954-1955